# Trumpf

TRUMPF é uma empresa alemã de capital fechado especializada na fabricação de maquinário industrial com sede em Ditzingen, perto de Stuttgart.
A empresa remonta à oficina mecânica de Julius Geiger, que foi assumida por Christian Trumpf em 1923. Seu afilhado Berthold Leibinger (1930-2018) transformou a fabricante de médio porte em um grupo industrial reconhecido mundialmente. Atualmente a TRUMPF é uma das maiores fornecedores mundiais de maquinário industrial. Com mais de 70 subsidiárias operacionais, o Grupo TRUMPF está presente nos principais mercados do mundo. Suas fábricas estão localizadas na Áustria, Alemanha, Chéquia, China, Estados Unidos, França, Itália, Japão, México, Polônia, Reino Unido, Suíça.

## História

### Fundação e primeiros anos
No ano de 1923, o comerciante Christian Trumpf adquiriu a oficina mecânica de Julius Geiger em Stuttgart. Inicialmente, a empresa produzia principalmente eixos flexíveis que eram usados para acionar brocas e outras ferramentas. Com o desenvolvimento de acionamentos motorizados, eles passaram a ser usados cada vez mais na indústria, para processamento de metal e madeira. Em 1934, a Trumpf apresentou a primeira tesoura motorizada para corte de chapas de metal.
Nos anos 1920, a empresa cresceu para mais de 70 funcionários. Em 1933, transferiu sua sede administrativa e de produção para Weilimdorf, um subúrbio de Stuttgart. Para refletir as mudanças de propriedade, o nome da empresa foi alterado em 1937 para "Trumpf & Co.". O complemento "vormals Julius Geiger" (anteriormente Julius Geiger) foi mantido por algum tempo.

### Trumpf no Terceiro Reich
Nas décadas de 1930 e 1940, sob o regime Nazista Alemão, a Trumpf continuou a fabricar principalmente eixos flexíveis e tesouras elétricas. A empresa era fornecedora da Elektron Co., sediada em Bad Cannstatt, um fabricante de sistemas de ar comprimido. Eles fabricavam bombas de pé que também eram usadas em aeronaves militares.
Durante a Segunda Guerra Mundial, a Trumpf empregava cerca de 100 funcionários, um terço dos quais eram trabalhadores forçados franceses, a maioria dos quais vinha da cidade de Vierzon, ao sul de Paris. As fábricas da empresa permaneceram em grande parte intactas durante a guerra, permitindo a retomada da produção após o fim da guerra. O logotipo introduzido em 1948 foi utilizado até a década de 1980.

### Expansão Internacional
Em 1950, a Trumpf registrou um faturamento superior a um milhão de marcos alemães. O "milagre econômico" alemão impulsionou a demanda por máquinas estacionárias de processamento de chapas de metal. A presença da Trumpf em feiras internacionais contribuiu para o crescimento de sua base de clientes estrangeiros. A primeira subsidiária estrangeira foi fundada na Suíça em 1963. Em 1969, a empresa entrou no mercado dos Estados Unidos e, em 1977, expandiu-se para o Japão.
Os produtos fabricados pela Trumpf eram vendidos em mais de 100 países. Para atender à crescente demanda, a empresa expandiu repetidamente suas capacidades de produção. Em 1955, inaugurou uma nova fábrica em Hettingen, na região de Schwäbische Alb. Em 1972, a Trumpf transferiu sua sede para Ditzingen, onde novos edifícios administrativos e de produção foram construídos. Até hoje, a sede do grupo está localizada lá, sendo elogiada por seu nível arquitetônico.

### Novas Áreas de Negócio
Como Christian Trumpf não tinha filhos, em 1953 ele nomeou Hugo Schwarz como diretor administrativo, e em 1966, Berthold Leibinger foi contratado como diretor técnico. Leibinger já havia passado por várias etapas na empresa como afilhado de Trumpf e também havia concluído sua formação lá. Leibinger gradualmente comprou a participação de Trumpf e, em 1972, ele e Schwarz eram os únicos proprietários. Após a morte de Trumpf em 1977, Leibinger assumiu a liderança e em 1978 assumiu a presidência da diretoria.
Sob sua liderança, muitas inovações foram desenvolvidas. A primeira máquina de processamento de chapas com controle numérico foi amplamente reconhecida. Ele derivou de uma patente de orientação coordenada apresentada pela Trumpf em 1957, como resultado da tese de Leibinger. As máquinas-ferramenta continuaram a ser aprimoradas e modernizadas. Em 1985, a Trumpf também apresentou seu primeiro laser de dióxido de carbono, que formou a base para outra área de negócios.

### Mudança e Crescimento
Nas décadas de 1980 e 1990, a Trumpf evoluiu de uma pequena empresa alemã para uma corporação global. A trajetória da empresa é considerada um exemplo de sucesso na indústria de máquinas alemã. Berthold Leibinger desempenhou um papel fundamental na ascensão da empresa ao posto de líder de mercado. Em 2005, por razões de idade, ele deixou o cargo de diretor executivo e assumiu a presidência do conselho de supervisão, posição que ocupou até 2012.
Sua filha, Nicola Leibinger-Kammüller, assumiu a liderança da Trumpf. Desde então, a receita da empresa aumentou de cerca de 1,5 bilhão de euros no ano fiscal de 2005-2006 para 5,4 bilhões de euros recentemente (2022/23). Ela diversificou o grupo, incluindo a criação de um banco e o desenvolvimento de Software. Recentemente, a empresa também chamou a atenção com soluções no campo da Indústria 4.0. A Trumpf se posicionou como especialista em fábricas inteligentes. Atualmente, a tecnologia quântica e a impressão 3D estão se tornando foco da empresa.

## Estrutura Corporativa

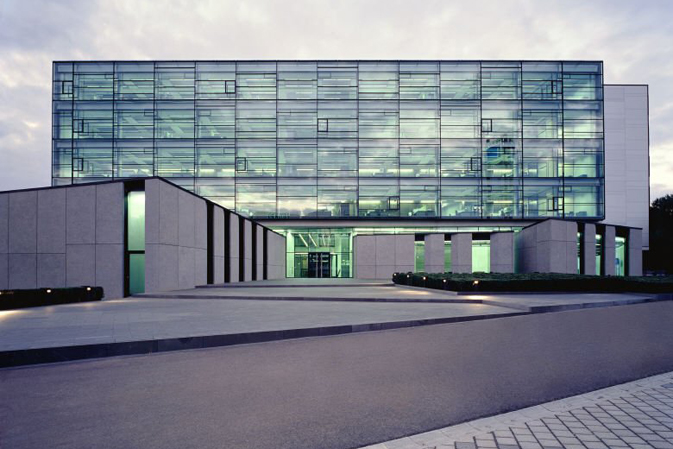
Prédio na sede em Ditzingen

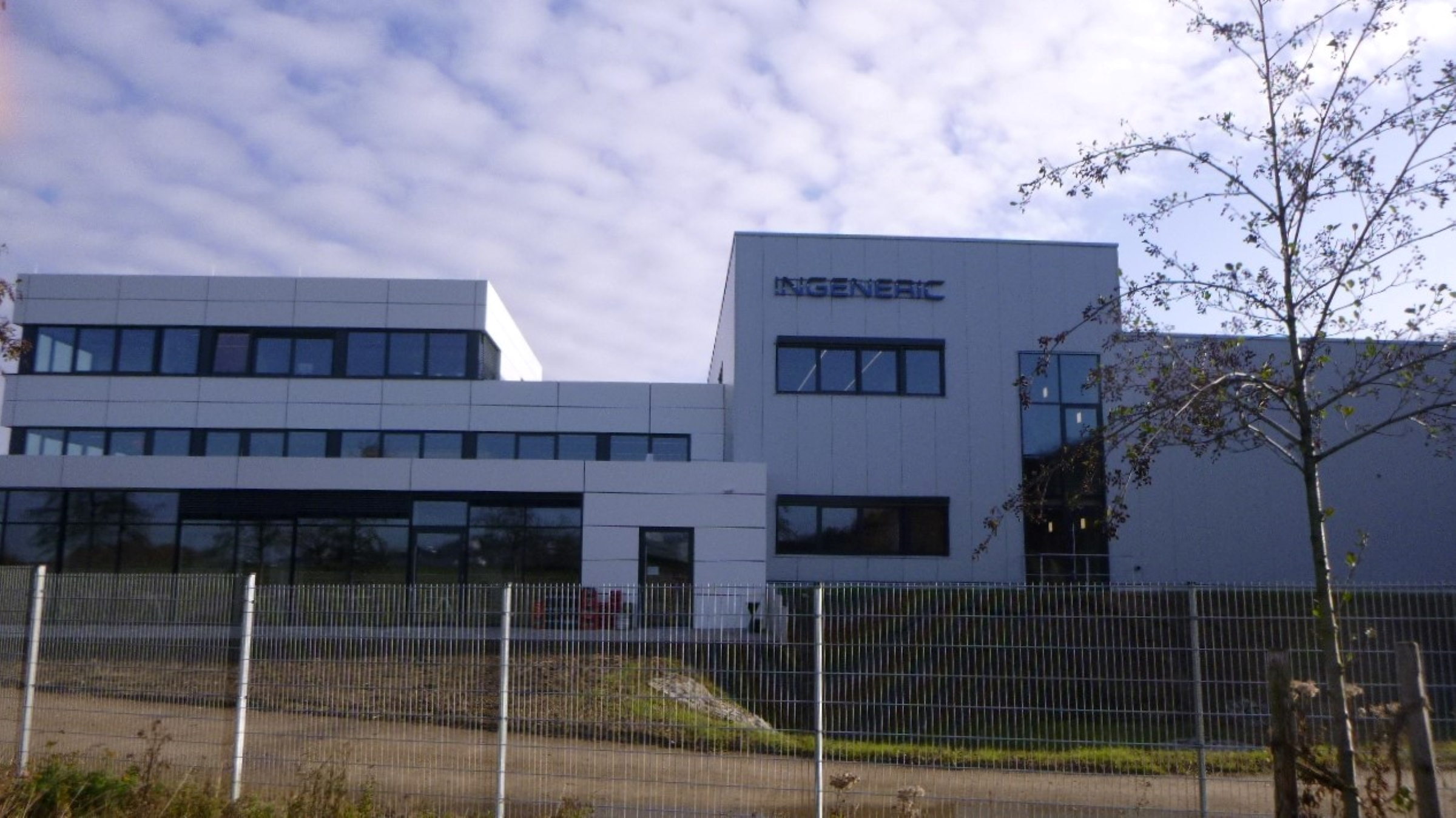
Localização da subsidiária Ingeneric em Baesweiler

### Organização Legal
A Trumpf SE + Co. KG é a estrutura organizacional central do Grupo TRUMPF. Trata-se de uma KG - Kommanditgesellschaft (sociedade limitada) sob a lei alemã, cuja sócia pessoalmente responsável é uma Sociedade Europeia (SE). Essa SE opera sob o nome de Leibinger SE. Membros da família são participantes como Kommanditists na Trumpf SE + Co. KG.

### Divisões/Áreas de Negócio
As operações do Grupo TRUMPF estão organizadas em dois setores de negócios: Máquinas-ferramenta e Tecnologia a Laser. Além disso, há quatro áreas operacionais voltadas para Laser de Alta Potência, Manufatura Aditiva, Diodos de Laser e Serviços Financeiros. A análise de custos e desempenho é realizada por segmentos, independente da estrutura jurídica. As subsidiárias e participações são consolidadas no nível da Trumpf SE + Co. KG.

### Estrutura de Propriedade
O Grupo TRUMPF é inteiramente de propriedade familiar.. Desde 2003, não existem mais acionistas externos na empresa. A família Leibinger (90%) e a Berthold Leibinger Stiftung (10%) possuem direta e indiretamente todas as ações da Trumpf SE + Co. KG.
A Berthold Leibinger Stiftung é um pilar do engajamento social. Ela apoia instituições de caridade, filantrópicas e religiosas, além de conduzir seus próprios projetos de apoio nas áreas de cultura, ciência, igreja e assistência social. A Berthold Leibinger Stiftung colabora para isso com a Doris Leibinger Stiftung, outra fundação da família.

### Administração
O conselho executivo do Grupo TRUMPF consiste em sete pessoas (a partir de julho de 2023). No topo está Nicola Leibinger-Kammüller (Presidente do Conselho Executivo), a única mulher neste grupo. Outros membros incluem Mathias Kammüller (Diretor Digital), Lars Grünert (Diretor Financeiro), Berthold Schmidt (Diretor de Tecnologia), Oliver Maassen (Diretor de Recursos Humanos), além de Stephan Mayer (Área de Negócio de Máquinas-ferramenta) e Christian Schmitz (Área de Negócio de Tecnologia a Laser).
O conselho de supervisão do Grupo TRUMPF é composto paritariamente por representantes do lado empregador e do lado dos trabalhadores. Atualmente (a partir de julho de 2023), o conselho é composto por doze pessoas, incluindo quatro mulheres. A presidência é ocupada por Peter Leibinger. Outros membros conhecidos incluem Regine Leibinger e Rainer Neske.

## Atividades Empresariais

### Maquinário Industrial

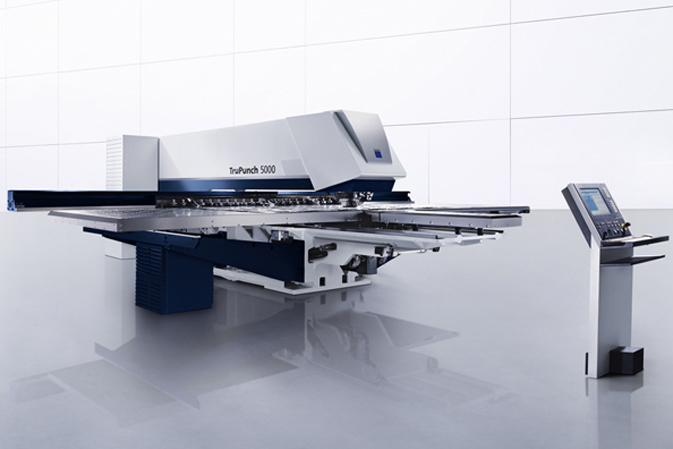
Máquina de perfuração da Trumpf

A ênfase da Trumpf tradicionalmente está no processamento flexível de chapas e tubos. Seu portfólio inclui sistemas e equipamentos para corte, punção, dobra e soldagem. Esses processos são empregados na fabricação de componentes simples e complexos, como na indústria de maquinário e engenharia de instalações, em veículos utilitários, na indústria de climatização e na fabricação de móveis. Mesmo lotes menores podem ser produzidos. A Trumpf também oferece uma variedade de serviços complementares, como engenharia, automação e manutenção de máquinas.

### Tecnologia a Laser

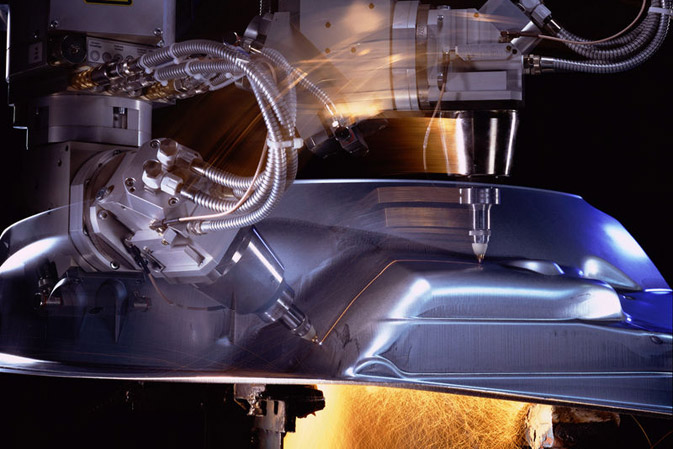
Corte a laser da Trumpf

A tecnologia a laser se tornou outro campo de trabalho importante para a empresa, oferecendo uma alternativa ao corte por serra e frisagem, por exemplo. A Trumpf fabrica lasers CO2 e lasers de estado sólido (Lasers de Disco e Lasers de Fibra) que possibilitam corte e soldagem de metais, além de marcação e processamento de superfícies por meio do laser. Esses lasers de emissão contínua, pulsos curtos e ultracurtos são usados, por exemplo, na indústria automotiva, setor de energia, indústria aeroespacial e tecnologia médica.
Na fabricação de Microchips, os amplificadores a laser de alta potência da Trumpf desempenham um papel central. Eles são utilizados para criar plasma, que gera a radiação ultravioleta extrema (EUV) para exposição de Wafers. O portfólio também inclui Diodo de Laser que são usados, por exemplo, em smartphones, comunicação de dados ou no setor de eletromobilidade para tratamento térmico de componentes de bateria.

### Localizações/Regiões
A Trumpf está presente internacionalmente em todos os principais mercados na Europa, América e Ásia-Pacífico. Atualmente (2022), o grupo possui 86 subsidiárias operacionais. A produção ocorre na Alemanha e, por exemplo, na China, França, Reino Unido, México e na Suíça.
No mercado doméstico, a empresa tem uma forte presença tradicionalmente em Baden-Württemberg. Lá estão localizados 8 dos 14 fábricas alemães. Na Alemanha, mais de 8.000 funcionários trabalham para a Trumpf, correspondendo à metade da força de trabalho total. No entanto, a maior parte da receita provém da região Ásia-Pacífico, onde o grupo gera cerca de um quarto de sua receita total.

## Prêmios e Reconhecimentos

### Prêmio Alemão de Futuro
Em 2013, a Trumpf foi premiada com o Prêmio Alemão de Futuro. Em colaboração com a Robert Bosch e pesquisadores do Fraunhofer IOF e da Universidade Friedrich Schiller de Jena, a empresa desenvolveu um laser de ultracurta duração para fabricação em massa industrial.
Também em 2020, a Trumpf recebeu o Prêmio Alemão de Futuro por um avanço significativo na fabricação de microchips modernos usando a Litografia EUV. Para isso, a empresa colaborou com a ASML, Zeiss e o Fraunhofer IOF.

### Prêmio Hermes
Em 2020, a Trumpf ganhou o Prêmio Hermes. O prêmio foi concedido pelo padrão "Omlox", que permite o fornecimento independente de tecnologia e fabricante de dados de localização. Mais de 60 empresas industriais participaram do desenvolvimento.

### Outros Reconhecimentos
Em 2022, a Forbes incluiu a empresa na lista de "World’s Best Employers" (Melhores Empregadores do Mundo). O Grupo Trumpf é considerado um exemplo de conciliação entre interesses econômicos e funcionários satisfeitos, incluindo o uso de bancos de horas anuais.
Veja também
Lista de fabricantes de máquinas-ferramenta

## Literatura
- Berthold Leibinger: „Meine Kindheit prägten Pietisten und die Nazis.“ Em: Frankfurter Allgemeine Zeitung. 5 de Setembro de 2007, acessado em 1º de maio de 2023 (entrevista).
- Carina Kontio: Chronik Trumpf: Hier hat eine Frau das Sagen. Em: Handelsblatt. 14 de janeiro de 2016, recuperado em 1º de maio de 2023 .
- Jochen Streb: Trumpf – Geschichte eines Familienunternehmens. Carl Hanser Verlag, Munique 2018, ISBN 978-3-446-26092-4 (publicado por Hanser Corporate).